# 풍무도서관
풍무도서관은 경기도 김포시에 있는 도서관이다.

## 시설 현황
카페 옆쪽 계단으로 가면 책을 볼 수 있는 기관이 있다.